# Рача (монастырь)
Монастырь Рача (серб. Манастир Рача) в честь Вознесения Господня — монастырь Жичской епархии Сербской православной церкви, расположенный близ города Байина-Башта в западной части Сербии. Монастырь является памятником культуры Сербии большого значения.

## История церкви
Согласно преданию, монастырь является задужбиной короля Стефана Драгутина. Первое письменное упоминание относится к 1615 году. В XVII веке здесь действовал скрипторий. Согласно сведениям турецкого путешественника Эвлия Челеби, в 1630 году в Раче было 300 монахов-переписчиков, 400 человек, занятых другими работами, и 200 стражников. Существовала Рачанская переписывальная школа. В 1690 году братия монастыря бежала в монастырь Беочин.
Обитель лежала в руинах до 1790 года, когда её восстановил иеромонах Мелентий (Стефанович). В 1813 году турки разрушили монастырь. В 1818 году иеромонах Мелентий вернулся и вновь восстановил монастырь. Современный вид монастырь приобрёл в 1829—1830 годах. В 1840 году Димитрий Посникович написал иконы для иконостаса монастырской церкви, а в 1849 году при игумене Софронии была построена колокольня.
С 1949 по 1955 год был насельником монастыря был Павел (Стойчевич), будущий патриарх Сербский.